# Spilomena tsunekii
Spilomena tsunekii (лат.) — вид песочных ос рода Spilomena из подсемейства Pemphredoninae (Crabronidae). Назван в честь в честь японского гименоптеролога Dr. Katsuji Tsuneki (1980—1994), крупного специалиста по жалящим перепончатокрылым.

## Распространение
Индия (Керала).

## Описание
Мелкие коренастые осы с сидячим брюшком (около 3 мм), основная окраска буровато-чёрная. От близких видов отличается следующими признаками: лоб и темя морщинистые, без микропунктур; мезоплевра в нечетких точках; отношение длины к ширине скапуса = 20:5; стигма не удлиненная, отношение длины к ширине = 98:68; проподеальный верх поперечно-исчерченный, с двумя продольными килями посередине, задняя поверхность тонко-игольчатая, с продольным средним валиком, латеральная поверхность поперечно-исчерченная. Тело чёрное, за исключением переднеспинки желтовато-коричневого цвета; наличник и метасома коричневые; жвалы (кроме коричневого верхушечного кончика), тегула, переднеспинка, ноги и усики жёлтые; жилки передних крыльев и стигма коричневые. Затылочный киль отсутствует; переднее крыло с удлиненной маргинальной ячейкой, длиннее стигмы, на вершине замкнутая; присутствуют две закрытые субмаргинальные ячейки; есть одна возвратная жилка и две дискоидные ячейки; брюшко без петиоля; воротник переднеспинки с полным поперечным валиком. Усики самца 13-члениковые, самки — 12-члениковые. Нижнечелюстные щупики состоят из 6 члеников, а нижнегубные — из 4.
Предположительно, как и другие виды своего рода ловят мелких насекомых, а гнёзда располагаются в готовых полостях древесины (ходах ксилофагов, в ветвях).
Вид был впервые описан в 2021 году в ходе ревизии, проведённой индийскими гименоптерологами Tessy Rajan, Girish P. Kumar, P. M. Sureshan и C. Binoy (Zoological Survey of India, Eranhipalam, Кожикоде, Керала, Индия).